# The Alto Knights - I due volti del crimine
The Alto Knights - I due volti del crimine (The Alto Knights) è un film del 2025 diretto da Barry Levinson.
La pellicola vede protagonista Robert De Niro in un doppio ruolo, interpretando due iconici boss mafiosi degli anni ’50: Vito Genovese e Frank Costello.

## Trama
In un fallito tentativo di assassinio orchestrato dal suo ambizioso luogotenente, Vito Genovese, il boss della famiglia Luciano, Frank Costello, si ritrova a un bivio. Stanco del costante spargimento di sangue e dei tradimenti che hanno definito la sua vita, Costello informa Genovese della sua intenzione di ritirarsi e di cedere il controllo della famiglia Luciano. Tuttavia, Vito - un uomo consumato dall’ambizione e dalla paranoia - si rifiuta di credere nelle sue reali intenzioni, sospettando un inganno. Il pozzo avvelenato della loro reciproca sfiducia trabocca, dando inizio a una guerra silenziosa e mortale.
Il sospetto di Genovese si trasforma presto in aperta aggressione, quando ordina il brutale omicidio di Albert Anastasia, il successore designato di Costello, ucciso mentre è seduto sulla poltrona del barbiere. Questo atto di scioccante violenza infrange la fragile pace e costringe Costello ad affrontare una realtà terrificante: la sua vita, e quella della sua amata moglie, sono appese a un filo. Capisce che l’unico modo per garantire la loro sicurezza è smantellare l’intera operazione che ha costruito con tanta fatica, distruggere l’impero che ora minaccia di divorarlo.
Costello comprende che Genovese, spinto da una paranoia crescente, lo vede come una minaccia persistente al suo vero obiettivo: ottenere il controllo assoluto delle Cinque Famiglie come capo dei capi. Nella mente contorta di Genovese, il presunto carattere “mite” di Costello è solo una facciata ingannevole, dietro cui si nasconde uno spirito astuto e vendicativo, pronto a colpire in risposta al tentato omicidio. Ma a differenza di Genovese, Costello non è guidato da un’ambizione grezza, ed è disposto a giocare la partita lunga.
Costello elabora un piano, forse ancora più audace di un semplice atto di vendetta secondo il brutale codice della mafia. Rifiuta la via tradizionale dell’omicidio, rendendosi conto che Vito ha ormai conquistato troppi alleati potenti, i quali cercherebbero sicuramente vendetta. Opta invece per un approccio più sottile e insidioso, sfruttando la crescente attenzione delle autorità sulla mafia per orchestrare l’incarcerazione di Genovese.
Il fulcro del piano di Costello ruota attorno alla fatidica riunione di Apalachin. Sebbene non sia mai stato provato in modo definitivo, prove circostanziali suggeriscono che sia stato proprio Costello ad avvisare le forze dell’ordine, informandole della riunione di importanti figure mafiose nella piccola cittadina di Apalachin, nello stato di New York, dove Vito intendeva legittimare la sua nuova posizione. Costello alimenta ulteriormente l’inganno ritardando deliberatamente il suo arrivo, facendo vistose soste per il caffè e concedendosi tranquille passeggiate a raccogliere mele - tutto per guadagnare tempo affinché le autorità arrivino. Tuttavia, il suo comportamento, quasi comico, non passa inosservato, suscitando sospetti perfino nel suo autista.
I mafiosi riuniti vengono colti completamente di sorpresa, si fanno prendere dal panico e tentano la fuga nei boschi, lasciando dietro di sé una scia di prove. Le forze dell’ordine registrano meticolosamente i numeri di targa, portando all’incriminazione e alla condanna di venti partecipanti per cospirazione e ostruzione della giustizia, per aver fornito dichiarazioni false sullo scopo dell’incontro clandestino. Il blitz di Apalachin svela al pubblico il funzionamento interno della mafia americana, attirando un’attenzione senza precedenti e contribuendo infine alla caduta di Vito, che alcuni anni dopo verrà condannato formalmente per traffico di eroina.
Costello, invece, riesce a realizzare il suo sogno: una pensione tranquilla, lontano dalla violenza, morendo da vecchio, in pace.

## Personaggi
- Robert De Niro nel doppio ruolo di Frank Costello e Vito Genovese
- Debra Messing è Bobbie Costello, moglie di Frank
- Cosmo Jarvis interpreta Vincent Gigante, un giovane soldato emergente nella famiglia di Vito
- Kathrine Narducci è Anna Genovese, moglie di Vito
- Michael Rispoli nel ruolo di Albert Anastasia, boss della famiglia Anastasia e stretto alleato di Frank
- Michael Adler interpreta Charles W. Tobey, senatore degli Stati Uniti membro della Commissione Kefauver
- Ed Amatrudo è Rudolph Halley, influente consigliere comunale di New York con legami con Frank
- Joe Bacino nei panni di Joe Profaci, membro della Commissione
- James Ciccone nel ruolo di Carlo Gambino, un mafioso astuto che decide di schierarsi con Vito
- Anthony J. Gallo interpreta Tommy Lucchese, altro membro della Commissione
- Wallace Langham è Estes Kefauver, senatore statunitense di spicco che convoca Frank come testimone nelle indagini del Congresso sulla Mafia
- Belmont Cameli nel ruolo di Frankie Boy
- Louis Mustillo è Joseph Bonanno, membro della Commissione
- Frank Piccirillo interpreta Richard Boiardo, principale sicario al servizio di Vito
- Tim Livingood nel ruolo di Cameriere n. 4
- Matt Servitto è George Wolf
- Robert Uricola interpreta Anthony "Tony Bender" Strollo, sottocapo della famiglia di Vito
- Jason Calcitrai come figurante in aula di tribunale

## Produzione
Il film, inizialmente intitolato Wise Guys, era in lavorazione già dagli anni '70, ma nel corso dei decenni è stato accantonato dai principali studi di produzione cinematografica.
La produzione è iniziata nel 2022, annunciando Barry Levinson nella direzione delle riprese e di De Niro nel cast, divenendo la quinta collaborazione insieme dopo Sleepers, Sesso & potere, Disastro a Hollywood e The Wizard of Lies.

### Casting
Nell'agosto del 2022 viene annunciato De Niro nel doppio ruolo dei boss, divenendo il primo film in cui l'attore interpreta entrambi i boss. Due mesi dopo sono confermate nel cast Debra Messing e Kathrine Narducci; quest'ultima aveva già lavorato con De Niro in Bronx e The Irishman. Nel gennaio del 2023 viene annunciato anche Cosmo Jarvis.

## Promozione
Trailer e poster ufficiali del film sono stati proposti sui social nel gennaio del 2025.

## Distribuzione
Inizialmente previsto per il  febbraio 2024, l'uscita del film nelle sale cinematografiche è stato rimandato per il responso negativo di alcuni test effettuati con un pubblico selezionato alla visione del film. Il 24 ottobre 2023, Variety ha riportato che, a causa dello sciopero SAG-AFTRA del 2023, la Warner Bros. stava considerando di ritardare l'uscita del film al 2025.
Nel marzo 2024 viene annunciata il 21 marzo 2025 come data di uscita negli Stati Uniti d'America. Il film è stato distribuito nelle sale italiane dal 20 marzo 2025.

## Accoglienza

### Incassi
A fronte di un budget di 45 milioni di dollari, il film si è rivelato un flop commerciale, incassando 6103664 $ in Nord America e 4000000 $ nel resto del mondo, per un totale di 10103664 $.

### Critica
Sull'aggregatore di recensioni Rotten Tomatoes ha un indice di gradimento del 39% basato su 141 recensioni, su Metacritic il voto medio di 41 critici è di 47 su 100.
Gian Luca Pisacane su Cinematografo.it ha scritto del film «Levinson riporta in vita il mafia movie come lo conoscevamo. Poteva osare di più, anche se ha evitato comunque lo scempio di Capone di Josh Trank. Ma, moltiplicando De Niro, avremmo voluto un esito formidabile».